# Раскол у хришћанству
Раскол у хришћанству, црквени раскол или схизма (од стгрч.  — „расцјепљење, раздјељење”) подјела је у хришћанској црквеној организацији, изазвана богословским, канонским, политичким и другим разлозима. Црквени раскол, по правилу, карактерише престанак евхаристијског општења између раздијељених страна. У раној хришћанској цркви почело је образовање разлика између појмова „јерес” и „раскол”. У црквеној употреби израза „јерес” има значење озбиљне опозиције засноване на неслагањима око фундаменталних питања вјере или морала, док израз „раскол” обично означава мањи облик разједињености узрокован организационим или мање важним идеолошким разликама.

## Раскол у хришћанској цркви

### Дефиниција раскола у хришћанству
У хришћанском богословљу концепт јединства Цркве развили су апостоли, свети оци и апологети. Највећи допринос учења о црквеном јединству дали су: апостоли Петар и Павле, Игњатије Богоносац, Иринеј Лионски, Кипријан Картагински, Василије Велики, Григорије Богослов, Јован Златоусти и Јован Дамаскин. Хришћанска еклисиологија инсистира на трврдњи да су јединство и Црква синоними, како је писао Јован Златоусти: „име Цркве није име раздијељености, него јединства и слоге”. Према ријечима једног од највећих богослова и црквених отаца Василија Великог: црквени раскол је прекид јединства због неслагања у разумијевању одређених аспеката утврђене црквене традиције, који се огледа у канонској пракси. Свештеномученик Игњатије Богослов посебно је упозорио хришћане на гријехе који могу допринијети црквеним расколима.
У хришћанству појма раскола подразумијева раскид митрополија, епархија, парохија, клирика, монаха или мирјана са католичнском Црквом, који је изазван несугласицама не фундаменталне догматске природе. Руски религиозни научници Анатолиј Лешчински и Анатолиј Погаси разликују узроке црквених подјела: боглословске, канонке, политичке, економске и разлоге повезане са појединцима. У иторији хришћанске цркве расколи су често настајали због неканонског проглашења аутокефалности, политичког супротстављања митрополије и киријархалности Цркве, мијешање државе у црквени живот, неслагање дијела свештенства и мирјана са црквеном реформом и супротан однос према световним властима (конформност и неконформност). Посљедице раскола у историји Цркве биле су веома различите. Лешчински и Погаси разликују три нивоа црквених раскола: подјеле које су изазвале глобалне промјене у хришћанству (пр. раскол 1054, Реформација), јурисдикцијске подјеле унутар хришћанских конфесија (пр. старокалендарци у православљу, старокатолици у католицизму) и подјеле унутар заједнице (пр. одвајање харизматика од пентекосталаца).

### Однос према светим тајнама у расколу

#### Евхаристија
У хришћанству, евхаристијско богословље је блиско повезано са идејом јединства Цркве. Стога је, са тачке гледишта Римокатоличке, Православне и већине Древноисточних цркава, неприхватљиво учешће у евхаристији између представника различитих хришћанских конфесија. Свети Кирил Александријски је писао да се евхаристија може служити само у Цркви. Под Црквом светитељ подразумијева заједницу вјерника, а непосредно и здање храма, критикујући праксу неких расколничких група да без дозволе славе евхаристију изван храма. Поистовећивање светих тајни (углавном евхаристије) и еклисиологије подстакло је римску Свету конгрегацију за ширење вјере 1729. да забрани општење у светим тајнама (лат. communicatio in sacris) између католика и „јеретика и схизматика”. Након другог ватиканског сабора, Католичка црква у низу случајева дозвољава причешће у католичким храмовима хришћана који нису у пуном општењу са Апостолским пријестолом. Такође, у декрету о екуменизму Unitatis redintegratio, усвојеном на истом Другом ватиканском сабору признаје се евхаристија, вршена у Источним црквама (православним и древноисточним):
Будући да ове Цркве, иако одвојене од нас, посједују истинске свете тајне, посебно — на основу Апостолског прејемства — свештенство и евхаристију…

Ипак, традиционална забрана католицима причешћа са расколницима објављена је у енциклици „Ecclesia de Eucharistia” папе Јована Павла II (од 17. априла 2003), посвјећеној евхаристији. Сличан однос према безблагодатности свете тајне евхаристије код расколника, има и Православна црква. Патријарх московски Сергије је написао:
Не могу постојати двије еврхаристије које међусобно не опште, подједнако Христолике и једнако истините, као што не могу бити два Христа и двије Цркве.
У неким протестантским конфесијама распрострањен је тзв. принцип „евхаристијског гостопримства” и дозвољено је причешће крштених представника других хришћанских конфесија.

#### Крштење
Од давнина, упркос недвосмисленој осуди гријеха раскола, карактеристична је пракса признања укључености расколничких заједница у црквену природу. Одређену разлику у односу на општецрквено схватање питања светих тајни код расколника показује став Кипријана Картагинског.[./Раскол_у_хришћанству#cite_note-FOOTNOTEСлесарев2021129-20 [20]] Био је убијеђен да у расколу нема светих тајни: „[Крштење је] једно, јер је Црква једна и изван Цркве крштење је немогуће”. Супротног мишљења био је папа римски Стефан I, који је написао: „Име Христово у великој мјери доприноси вјери и светости крштења, тако да свако ко се крсти у Христу одмах добија благодат Христову”. Средином 3. вијека избио је спор између Кипријана и Стефана око бладодати светих тајни и ваљаности крштења јеретика и расколника. Свети Василије Велики је вјеровао да се крштење у расколу може извршити: „крштење расколника, као да још нису туђи Цркви, примати…” (Василије Вел. 1). Ипак, светитељ указује на низ изузетака од таквог признања и тврди да сама света тајна која се врши у расколу нема благодат Светог Духа:
Јер учење о благодати осиромаши, јер је законит прејемство укинуто. Јер први отпадници примили су посвјећење од отаца и полагањем руку имали духовни дар. Али они одбачени, поставши мирјани, нису имали моћ ни да крштавају ни рукополажу, и нису могли другима пренијети благодат Светог Духа, од које су и сами отпали. Зато су стари заповиједали да се они који су од њих дошли у Цркву, као они крштени од мирјана, поново очисте истинским црквеним крштењем. Али пошто су неки у Азији били ријешени да, ради поучавања многих, прихвате њихово крштење, онда ће бити прихватљиво.
Тако Василије приликом примања расколника инсистира на поновном крштењу, међутим, с обзиром на то да таква строгост може одбити оне који желе да се врате Цркви, ради црквеног добра, светитељ дозвољава примање расколника кроз миропомазање. Сличан приступ у оцјени крштења расколника дијелила је већина Црквених отаца и Сабора.
Епископ Оптат Милевитски (4. вијек) у својој расправи „Раскол донатиста” отпадање расколника је назвао непотпуним, дозвољавајући признање њихових светих тајни. Оптат је навео разлике између јеретика и расколника: „јеретици који су одбачени од истине, који су искривили Симбол вјере, туђи су црквеним Тајнама, али међу расколницима који су сачували Симбол, Тајне могу бити ваљане”. Блажени Августин, који је дијелио мишљење Кипријана Картагинског у процјени раскола, ипак је сматрао да је могуће признати свете тајне у расколничким заједницама. Августин уводи појам ваљаности (лат. effectus) тајни. У свом учењу он тврди да су свете тајне присутне код расколника, али нису дјелотворне. Ово учење о дјелотворности и ваљаности крштења, која никада није у потпуности прихваћена на Истоку, касније су развили латински богослови. Тако је учитељ Цркве Фабије Фулгенције признавао крштења изван граница Цркве, али их је сматрао бескорисним: „гдје год је ко примио тајну светог Крштења у име Оца и Сина и Светога Духа: било у католичанској Цркви, или у јереси, или у расколу, прима тајну у цјелини (лат. integrum sacramentum). Али спасење, које је сила тајне (лат. virtus sacramenti), неће добити ако прими ову тајну изван католичанске Цркве.” Католички монах-правник Грацијан из 12, вијека, позивајући се на бројне ауторативне изјаве, пише о ваљаности сваког крштења обављеног у име Свете Тројице (укључујући и расколнике) и недопустивости његовог понављања. Шкотски схоластичар Дунс Скот вјеровао је да у случају смртне опасности католика може крстити расколнички свештеник. Током расправа на 7. засједању Тридентинског сабора, дошло је до спорова око традиционалног учења блаженог Августина и важењу расколничких тајни. Као исход тога, 4. канон „Декрета о тајнама” (лат. Decretum de sacramentis), усвојен 3. марта 1547, осудио је мишљење да крштење расколника обављено у правилном облику и са одговарајућом намјером, није ваљано.

Званичан став Руске православне цркве по питањима тајне крштења у расколничким заједницама изражен је у „Основним принципима односа према инослављу” усвојен на Архијерејском сабору 2000. године:
Православна Црква, кроз уста Светих отаца, тврди да се спас може наћи само у Цркви Христовој. Али у исто вријеме, заједнице које су отпале од јединства са Православљем, никада нису виђене као потпуно лишене благодати Божије. Раскид црквеног општења неизбјежно доводи до оштећења благодатног живота, али не увијек и до његовог потпуног нестанка у одвојеним заједницама. Са тим је повезана пракса пријема у Православну Цркву оних који потичу из иснославних заједница, не само кроз Тајну Крштења. И поред раскида јединства, остаје нека врста непотпуне заједнице, која служи као залог могућности повратка јединству у Цркви, у католичанској пуноћи и јединству.

#### Рукоположење
Правила Првог васељенског сабора предвиђају непризнавање хиротонија извршених у расколу. Примјер традиционалног порицања рукоположења обављених у расколу је порука папе римског Николе I, у којој он пориче законитост хиротоније патријарха константинопољског Фотија, којег је архиепископ Григорије Асвеста саборно изопштио током Фотијевог раскола:
Дакле, Фотије није примио ништа од Григорија, осим онога што [он] је имао; [он] ништа није имао, [дакле] није ништа дао.
Канонска правила Антиохијског сабора 341. утврђују казну у виду скидања чина свештеника који су упали у раскол. Црквена пракса је кроз историју дозвољавала како стриктно придржавање овог правила (одузимање чина бивших расколничких свештеника), тако и снисходљив однос према свештеницима и епископима (прихватање у постојећем чину) који се враћају из раскола. Конкретно, канони (68. (77.) правило) Картагинског сабора из 419. и 1. правила Василија Великог. Такође у историји Цркве, индивидуални приступ се често користио када су се клирици враћали из раскола. Нпр. оци Седмог васељенског сабора донијели су одлуку да се иконоборачка епископија врати у постојећи ранг, по личној кривици сваког епископа. Након укидања Лионске уније 1283, нови патријарх Георгије II осудио је све одлуке унијатског патријарха Јована XI као незаконите, али је оставио на снази рукоположење клирика који су се покајали због прихватања уније. У новије вријеме примјер индивидуалног приступа овог питању је одлука Светог синода Руске православне цркве (8—9. децембар 1943), којом нису призната сва обновитељска рукоположења, извршена послије 15. априла 1924. (датум наметнуте канонске забране вођама раскола). Међутим, ова одлука је омогућила усвајање обновитеља у свештене степене, који би допринијели излијечењу раскола и повратку у Цркву прије Васкрса 1944. године. У октобру 2019. Синодална библијско-богословска комисија РПЦ објавила је документ о неважећим рукоположењима у Православној цркви Украјине.
Историјске хришћанске цркве развиле су различите ставове према признању рукоположења у отцијепљеним конфесијама. Дакле, Католичка црква, иако признаје Апостолско прејемство и свете тајне у православним црквама, не признаје англиканска рукоположења. Неке помјесне православне цркве признају апостолско прејемство и законитост свештеничких хиротоније у Католичкој и Древноисточним (нехалкидонским) црквама, али не постоји јединствена тачка гледишта на јерархију и ваљаност католичких светих тајни у помјесним православним црквама. Такође, почетком 20. вијека, дио православних цркава (Константинопољска, Јерусалимска, Александријска, Румунска и Кипарска) признао је дјелотворност хиротонија у Англиканској цркви.

### Превазилажење раскола и однос према расколницима
У историји хришћанства, превазилажење црквених раскола је често био проблематичан процес. Православни богослов Џон Мајендорф је примјетио: „кроз цијелу историју хришћанству, што ако дође до раскола — он ће дуго трајати, његове посљедице је тешко излијечити.” Од ранохришћанског времена образовали су се начини за превазилажење (исцјељење) раскола: спор, полемика, диспут, епитимија, изопштење (од свете тајне евхаристија) и анатема. Пошто превазилажење раскола често зависи од личних односа вјерника и расколника, Црква је овом питању увијек поклањала посебну пажњу. И поред недвосмислене осуде раскола и канонске забране молитвеног општења са расколницима, Црква је указала на значај тактичности у личном општењу са расколницма. Епископ Оптат Милевитански је у 4. вијеку истакао да расколнике треба називати „заблудјелом браћом по вјери”. 66. (77.) канон Картагинског сабора 419. говори о односу према расколницима донатистима:
По испитивању и истрази свега, корист црквене помоћи моћнима, позивом и подстицајем Духа Божијег, изабрали смо да се обрачунамо са горепоменутим људима кротко и мирно, иако су беспокојни у свом неслагању и далеко од јединства Тијела Господњег.
Други примјери снисходљивог односа према расколницима је одлука Првог никејског сабора о прихватању расколника-новитијана кроз покајање (иако су сами новатијани поново крстили новообраћенике). Коментаришући црквену позицију по овом питању, руски црквени историчар Василије Болотов је написао: „прихватањем новатијана … не кроз крштење, Црква је тиме нагласила сопствену снисходљивост и ригорозну крутост секташа, који су поново крстили католике.”
Међутим, у Цркви постоји и супротно мишљење о односима са расколницима, чији је оснивач Кипријан Картагински. Кипријан је у својим списима тврдио да се добри људи не могу одвојити од Цркве. Он оне који се одвајају од Цркве назива „вуковима, псима и змијама” и наводи да: „морамо се радовати када се људи попут њих одвајају од Цркве, да својом жестоком и отровном заразом не униште голубове и овце Христове”. Касније, у историји Цркве, дошло је до прогона расколника, у којима су често учествовале свјетовне власти.
Многе црквене подјеле изазване недогматским противрјечностима су краткорочног карактера. По правилу, када се поново успостави евхаристијско општење, међусобне канонске санкције се аутоматски укидају. У историји Цркве има много примјера обнављања некадашњег јединства и успјешног превазилажења раскола. Један примјер ове врсте превазилажења су бројне подјеле и каснија примирја између Рима и Константинопоља у првом миленијуму. Нпр. конфронтација између константинопољског патријарха Фотија и Игњатија довело је до интервенције папства у овом спору, што је, заузврат, изазвало раскол између Константинопољске и Римске цркве. Овај раскол се наставио 867, 881—886. и упркос међусобним анатемама, странке су касније наставиле са евхаристијским општењем, остављајући забораву недавне забране.

#### Екуменизам
Почетком 20. вијека (Свјетска мисионарска конференција у Единбургу 1910.) рођена је идеологија хришћанског екуменизма. Екуменистички покрет има за циљ активизира међухришћанских контаката и признавање заједнице хришћана упркос јурисдикцијским подјелама. Основни задатак екуменизма је јединство хришћанских цркава. Идеологија екуменизма у основи одбија да користи израз „раскол” у односу на различите хришћанске конфесије, а методологија екуменизма је „јединство у различитости”. Екуменистичку дјелатност спроводе међуконфесионалне организације: Свјетски савјет цркава, Конференција европских цркава, Блискоисточни савјет цркава и друге.
У екуменистичком покрету активно су учествовале бројне протестантске деноминације, нехалкидонске цркве, православне цркве и од 1960-их Католичка црква. За вријеме Другог ватиканског сабора усвојен је декрет Unitatis redintegratio, посвјећен екуменској дјелатности. Католички екуменизам достигао је свој највећи развој током понтификата Јована Павла II, који је издао своју прву енциклику о екуменизму Ut unum sint 1995. године. Истовремено, постоји значајан антиекуменистички покрет, посебно у помјесним православним црквама. Овај покрет је довео до критике јерархије православних цркава 1990-их. Посљедица ове критике био је излазак из Свјетског савјета цркава Грузинске и Бугарске православне цркве 1998. године.

## Раскол у раној Цркви
Од раних дана хришћанства, настали су бројни спорови између чланова Цркве. Расколничке заједнице, које су се одвојиле од католичанске цркве појавиле су се у доникејско доба. Оцјена раскола у раној Цркви није била јединствена. Истовремено, западни богослови су много више пажње посветили теми црквених подјела, него на Истоку. У списима Светих Отаца изнијета су супротна мишљења у погледу благодати и ваљаности расколничких тајни. У древној Цркви раскол се није поистовјећивао са јересима (подјелама из догматских разлога). За разлику од јереси, до раскола је често долазило из црвено-административних разлога. Истовремено, у присуству јасног раздвајања појмова „јерес” и „раскол” у ранохришћанском периоду и у Византији, још увијек је постојао одређени степен идентификације ових појмова. Тако се, нпр. у правилима Лаодикијског сабора 360. расколници-новатијани називају јеретицима. Најжешћи однос према расколу и благодати светих тајни расколника изразио је у „Књизи о јединству Цркве” хришћански богослов Кипријан Картагински, који је образовао концепт по ком „изван Цркве нема спасења” (лат. extra Ecclesiam nulla salus). Кипријан је посебно изразио мишљење да се гријех раскола не може избрисати чак ни чињеницом мучеништва:
Какав мир себе обећавају душмани браће? Какве жртве мисле да принесу завидљиви свештеници? Да ли они заиста мисле, када се окупљају, да је Христос са њима када се окупљају ван Цркве Христове? Чак и ако су такви претрпјели смрт због исповиједања имена, њихова љага неће бити опрана ни самом крвљу.
Концепт Кипријана Картагинског, истовремено, не прави разлику између појма раскола и јереси, а такође не указује на које подјеле у Цркви подлијежу тако строги ставови. Постепена диференцијација раскола довела је до појаве различитих степена процјена тежине подјела. Традиционалну хришћанску типологију црквених подјела развио је Василије Велики у својој посланици Амфилохију Иконијском (1. канон Василија Великог). Василије Велики разликује три категорије подјела: јереси, расколи и неовлашћења окупљања. Као примјер раскола Василије наводи покрет новатијана, који су се залагали за строг однос према хришћанима који су се одрекли Цркве током прогона. У складу са овим типиком и степеном удаљености отпалих, Василије Велики наводи различите праксе за примање оних који се враћају у Цркву: кроз крштење, кроз миропосвећење и кроз покајање.
Григорије Богослов у својој „Бесједи о Атанасију Великом” каже да често долази до подјела у Цркви због неспоразума између јерарха и богослова, као и да нису сви који напуштају Цркву јеретици:
… од над се не одвајају само нечастиви, него и сами благочестиви, и то не само због безначајних догмата, што се може занемарити… него чак и због израза који имају исто значење.
Према Григорију Богослову, богословски изрази карактеристични за одређену традицију, када се преводе на други језик, могли су се доживљавати као јеретички, што је допринијело раскиду црквеног општења. Детаљнијим проучавањем догмата постало је очигледно да нема основа за раскол и евхаристијско општење је обновљено. Примјер ове ситуације је раскид између Антиохијске и Александријске цркве на основу христолошких несугласица 431. и њихово измирење 433. године.
Расколи у ранохришћанском периоду дешавали су се око питања црквене дисциплине и неслагања дијела вјерника и клирика са општом политиком, усвојеном у посебном помјесној цркви. У неким случајевима, временом је сукоб који ствара расцјеп из дисциплинског постао догматичан. Примјети таквог раскола су новатијански раскол у Римској цркви (средина 3. вијека), донатистички раскол у Картагинској цркви (почетак 4. вијека) и мелитијски раскол у Александријској цркви (почетак 4. вијека). Хришћанска црква првог миленијума назива се и „неподијељеном”, иако су се до Великог раскола 1054. у њој одвили велики расколи (несторијански, монофизитски и други). Пријем Васељенских сабора 5. вијека (Ефески и Халкидонски) довео је до раскола и настанка три дијела хришћанства: доефеска црква (Црква Истока), дохалкидонске цркве и халкидонске цркве. Услиједиле су црквене подјеле унутар три настала огранка. Нпр. у халкидонској цркви (цркве Византије), од 4. до 8. вијека, Римски и Константинопољски пријестоли били су у међусобном расколу укупно 203 године: по питању Атанасија Великог и аријанства, од Сардичког сабора 343. до патријархата Јована Златоустог (398) — 55 година, по питању осуде Јована Златоустог (404—415) — 11 година, Акакијев раскол (484—519) — 35 година, монотелитски раскол (640—681) — 41 година и по питању иконоборства (726—787) — 61 година. Црквени расколи довели су до тога да нпр. тренутно шест различитих помјесних цркава (патријаршија) везују своју идентификацију и поријекло са јединственом подијељеном црквом Антиохије: Антиохијска (православна), Сиријска („монофизитска”), Асирска („несторијанска”), Сиријска (сирокатоличка), Маронитска (сирокатоличка) и Мелкитска (гркокатоличка).
Црквене подјеле су настајале и због оптужби супротне стране у молитвеном општењу са јеретицима или расколницима. Тако је средином 12. вијека једна од замјерки Грчка на рачун Римске цркве било учешће „Латина” у заједничкој молитви и причешћу са „јеретицима-јерменима”, а православни антиохијски патријарх Арсеније (1284—1290) избрисан је из диптиха Константинопољске патријаршије, послије гласина о његовом црквеном општењу са представницима Јерменске цркве.

### Велики раскол између западног и источног хришћанства
Противрјечности између источне и западне хришћанске цркве, нагомилане вијековима, довели со 1054. до Великог раскола, ојачаног међусобним анатемама. Разлог јаза било је заоштравање политичких, међуцрквених, културних и етничких противрјечности. У почетној етапи одвајања различити еклисиолошки погледи нису давали повода за међусобне оптужбе за јерес. Међутим, раскол између византијске цркве и Римског пријестола довео је до појаве све већег броја разлика у свим областима црквеног живота. У 11. вијеку, Католичка црква увела је Филиокве у Симбол вјере. Овај уметак се тицао догмата о Тројици и говорио о исхођењу Светог Духа не само од Бога Оца, него и „од Оца и Сина”. Православни су оптуживали западне хришћане да су прекршили 7. канон Ефеског сабора, а такође се нису могли сложити са католичким ставом о улози папе римског у Цркви. Крајем 12. и почетком 13. вијека одиграли су се историјски догађаји који су ојачали раскол: покољ Латина у Константинопољу (1182), постављање латинских јерарха у Јерусалиму, Антиохији и послије јуриша крсташа на Константинопољ (1204), образовање Латинског царства и прогона православних у Никеју. Касније су у Римокатоличкој цркви проглашене догме о вјероучитељској непогрјешивости Римског понтифика, безгрјешном зачећу Дјеве Марије и Њеном уздизању у небеску славу душом и тијелом, што је знатно удаљило учење Католичке цркве од Православне.

## Раскол у Католичкој цркви

### Ставови према расколу у католицизму
Према канонском праву Римокатоличке цркве (канон 751.): „раскол је ускраћивање подложности врховном свештенику или заједништва с члановима Цркве који су му подложни.” Средњовјековно католичко богословље је претпоставила припадност Римској цркви, на челу са римским понтификом, као обавеза критеријум за спасење. У католичком учењу, сотериолошке границе су се потпуно поклапале са јурисдикционим границама Римске цркве. У латинском богословљу, признање светих тајни расколника није се заснивао на еклисиолошком признавању црквених структура које нису биле потчињене Римском пријестолу, већ на учењу блаженог Августина о значају самих светих тајни, под условом да су вршене исправно. Формулација „изван Цркве нема спасења” значила је да је за расколника изван Католичке цркве спасење немогуће. Ова изјава је јасно и недвосмислено изречена у були папе Бонифација VIII Unam sanctam:
… ова Црква, једна једина, има само једно Тијело, једну Главу… то су Христос и Петар, намјесник Христов (Christi vicarius), као и насљедници Петра, по ономе што је Господ рекао самом Петру: „паси овце моје” (Јн. 21:17). Он каже „моје” уопштено, не мислећи посебно на ове или оне; што подразумијева да су све повјерене Њему. Ако дакле, Грци или било ко други каже, да нису повјерени Петру и његовим насљедницима, дужни су признати, да нису овце Христове, дио Његовог стада…
Балом Cantate Domino (1442) папе Евгеније IV наводи се да је спас немогућ изван граница Римокатоличке цркве: „[Света Римска Црква, основана ријечју Господа нашег и Спаситеља], чврсто вјерује, исповиједа и изјављује, да нико изван Католичке Цркве — ни незнабожац, ни Јеврејин, ни невјерник, ни расколник — неће насљедити живот вјечни, него ће пасти у огањ вјечни, припремљен за ђавола и анђеле његове, ако јој (Цркви) не приступи прије смрти.”
Конгрегација за ширење вјере Римске курије је забранила молитвено и богослужбени општење са „јеретицима и шизматицима”. Ова одлука је заправо довела у питање законитост вршења светих тајни у расколу. Оваква идеја о црквеним заједницама које нису у заједници са Апостолском столицом, остала је непромијењена све до средине 20. вијека. Догматски устав Lumen Gentium, усвојен на Другом ватиканском сабору (1962—1965), дозвољава постојање „елемената цркве” (лат. elementa Ecclesiae) изван Католичке цркве. Четрнаести члан декрета Unitatis Redintegratio усвојеног на истом Другом ватиканском сабору говори о разлозима раскола у Цркви:
Насљеђе, које су преносили апостоли, прихваћено је у разним облицима и на разне начине, а већ од најранијих времена постојања Цркве на различитим мјестима различито се развијало због разноврсности надарености једног или другог народа, као и услова његовог живота. Све то, заједно са спољним разлозима и недостатком међусобног разумијевања и љубави, довело је до раздвајања.

### Типови црквених подјела у католицизму
Велики раскол у Католичкој цркви (1378—1417) произашао је из смрти папе Гргура XI због борби за папски пријесто. Конклавом у Риму 1378. за папу је изабран Урбан VI, који је водио проиталијанску политику и није уживао подршку већине кардинала. Крајем 1378. кардинали су, на сабору у Фондију, изабрали антипапу Климента VII, чија је резиденција била у Авињону. Тако су се у Европи појавила двојица папа који су се међусобно анатемисали, искључиво инсистирајући на свом легитимитету. Европске државе су подржале једног од папа у складу са сопственим политичким интересима. Тако су се до 1409. папа Урбан VI и његови насљедници (Бонифације IX (1389—1404), Иноћентије VII (1404—1406) и Гргур XII (1406—1415)) имали подршку Светог римског царства, кнежевина сјеверне и средишње Италије, Пољске, Скандинавије, Угарске, Енглеске и Фландрије. Владари Француске, Португалије, Сицилије, Шкотске и Шпаније подржавали су антипапу Климента VII и његовог насљедника (Бенедикт XIII (1394—1423)). Покушаји превазилажења раскола током Пизанског сабора довели су до избора трећег папе — Александра V (1409—1410). Коначно превазилажење раскола у Католичкој цркви догодило се на Констанцком сабору (1414—1418), који је изабрао општепризнатог папу Мартина V. Успјеха превазилажења раскола резултат је компромиса између присталица идеја концилијаризма и присталица апсолутне папске власти.
Политички разлози често играју кључну улогу у подјелама унутар Католичке цркве. Тако је почетком 20. вијека Чехословачка хуситска црква, која се одвојила од Ватикана, у почетку је истицала свој национални карактер и своје постојање је оправдавала националним потребама „чехословачког народа”. У Католичкој цркви до раскола долази и јер дио свештенства и мирјана не прихвата црквене реформе и одлуке црквених сабора. Примјери таквих раскола укључују: старокатолички покрет, који је одбацио одлуке Првог ватиканског сабора (1869—1870), као и сљедбеници изопштеног надбискупа Марсела Лефевра, који одбацују одлуке Другог ватиканског сабора. Са становишта Ватикана, расколнички је и седевакантистички покрет, који негира законитост римских папа и свештеничких рукоположења послије Другог ватиканског сабора.

### Превазилажење раскола у католицизму
Подјеле у Католичкој цркви 16. вијека које су се десила у Европи током реформације, римски пријесто је покушао да превазиђе уз помоћ великих реформи. Мјере за реформу и реорганизацију структуре и институција Римокатоличке цркве назване су контрареформација. Упркос дјелимичном успјеху и повратку неких области под власт Рима, папство није успјело да у потпуности превазиђе посљедице раскола и ликвидира протестантизам.

#### Унијатство
У историји Католичке цркве учињени су бројни покушаји искорјењивања посљедица „великог раскола” са источним хришћанством. Послије 1054, Римска црква је образовала своје виђење источних хришћана као расколника, који су се одвојили од истинске цркве. У католицизму су главни правци дјеловања на превазилажењу раскола са православним црквама били прозелитизма и идеологија уније. Римски пријесто је активно користио политичке, друштвене и економске ресурсе да преобрати источне хришћане у католицизам. Унијатска политика је предвиђала поновно уједињење православаца са Римским пријестолом под условима признавања католичких догмата и власти римског папе. Покушаји закључења уније са Православном црквом на Другог лионском сабору (1274) били су неуспјешни. Ферарско-фирентински сабор (1438—1445) на коме се расправљало о богословским разликама између Запада и Истока (католичко и православно виђење првенства папе, Филиокве, употребе кваског и бесквасног хљеба у евхаристији и католичко учење о чистилишту), такође није постигао циљ поновног уједињења цркава. Упркос неуспјеху Фирентинске уније, послије Тридентског сабора и током реформације, идеологија римског унијатства добила је нови замах с циљем повратка позиција Католичке цркве у Европи, на рачун „шизматика” на Истоку. Посљедица овакве политике Римског пријестола било је образовање бројних источнокатоличких цркава. Од 1570-их, након почетка контрареформације, мисионарска дјелатност црквених редова (језуити, фрањевци, доминиканци, капуцини) Католичке цркве на Истоку постала је активнија.
У 18. вијеку католицизам је доживио промјену у схватању раскола, што је довело до коначног преласка са идеологија унијатства на екуменизам током Другог ватиканског сабора (1962—1965). У јуну 1990, на шестом засједању Мјешовите богословске комисије у оквиру православно-католичког богословског дијалога у Фрајзингу, обје стране дале су негативну оцјену унијатства:
Унија као метод тамо, гдје се она примјењивала, није служила циљевима зближавања Цркава. Напратив, изазвала је нове подјеле. Тако створен положај био је повод за сукобе и недаће, које су се урезале у историјско памћење обје Цркве. Осим тога, и еклисиолошки мотиви подстичу нас да тражимо друге путеве.
Израз „унијатство” овдје означава покушај постизања јединства цркве путем одвајања заједница или православних вјерника од Православне цркве, не размишљајући о томе, да, према еклисиологији, Православна црква јесте црква-сестра, која сама нуди средства милосрђа и спасења. У том смислу, а у складу са документом који је предложила поткомисија у Бечу, одбацујемо „унијатство” као пут ка јединству, јер је у супротности са заједничком традицијом наших цркава.
Према мишљењу православне стране, унијатство је „постало плод силе и политичког компромиса, а не пристанка и избора слободне воље”, и дуги низ година је постао главни фактор који је кочио развој православно-католичких односа. Представници источних католичких цркава не слажу се са оваквом оцјеном. Апостолски администратор за гркокатолике Румуније епископ Ђорђе Гуциу у писму папи Јовану Павлу II 1994. критиковао је споразуме о питањима унијатства, а епископ Украјинске гркокатоличке цркве Венедикт (Алексејчук) је 2016. изјавио: „екуменски сусрети не дају резултате, а унија постоји 400 година и за то вријеме нико није предложио други модел јединства”.